# Aiás

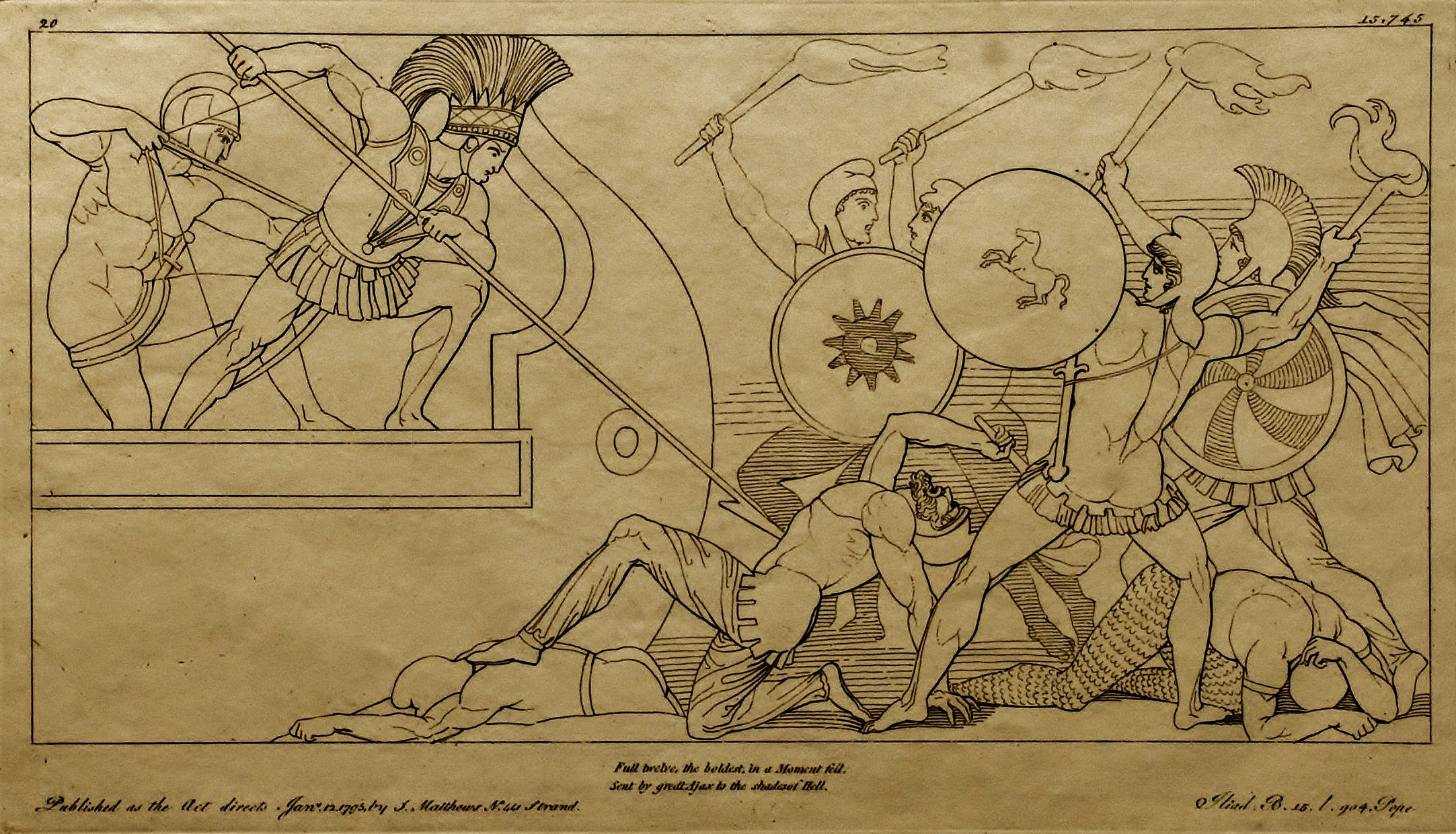
Aiás brání řecké lodě před útokem Trójanů.

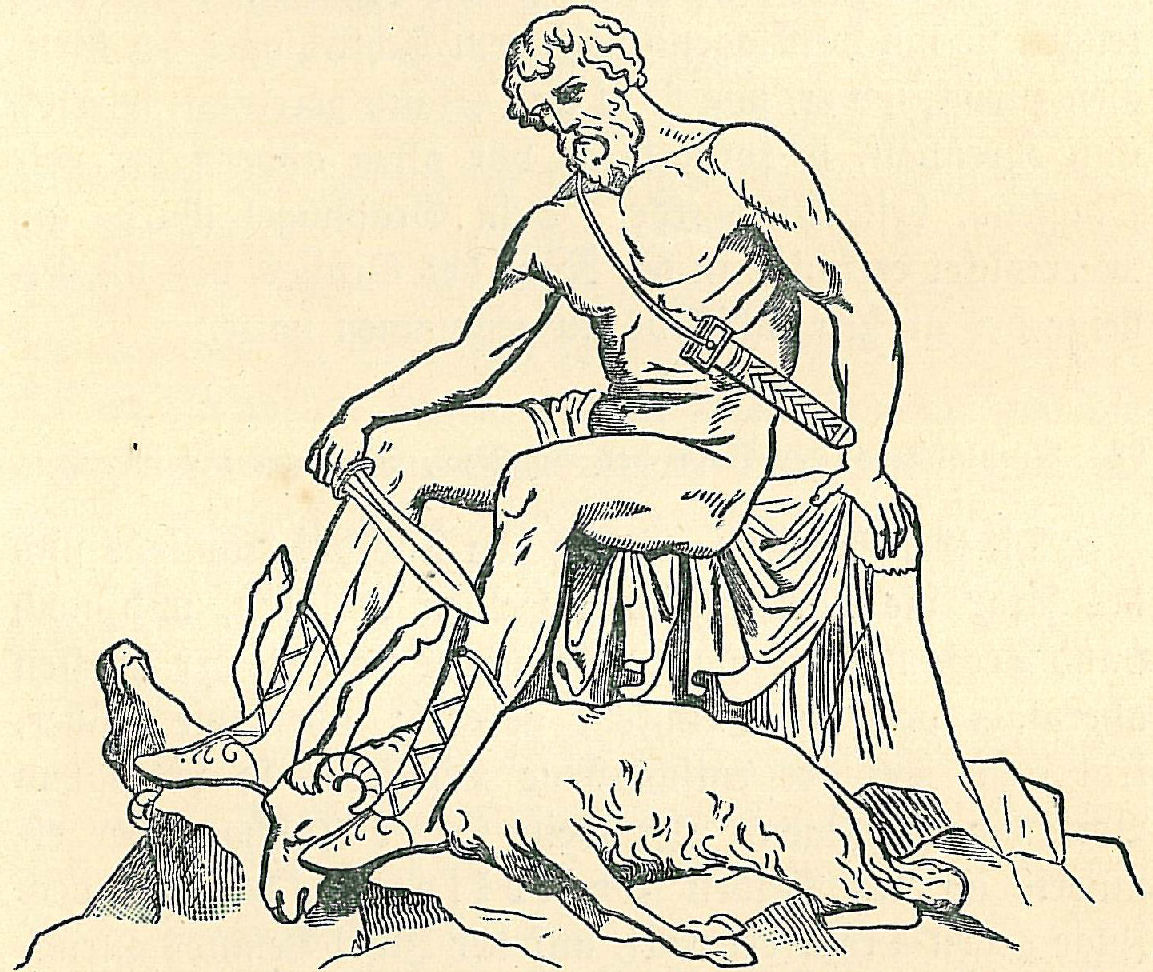
Aiás na athénské Exekiově amfoře

Aiás, též Ajax, syn salamínského krále Telamóna, byl jeden z bájeslovných achajských bojovníků před Trójou. Narodil se na ostrově Salamis. Objevuje se především v Homérově díle Ilias.

## Mýtus
Aiás je v Iliadě popisován jako nejvyšší a nejsilnější ze všech Achájů, nepočítaje Achilla. V mládí byl vycvičen bájným Kentaurem Cheirónem, (který cvičil i hrdiny: Thésea, Iásóna, Herakla, Achilla, jeho otce Pélea, a Aiásova otce Telamóna), byl cvičen zároveň s hrdinou Achilleem.
V Trojské válce nebyl nikdy zraněn, přičemž ke svým vynikajícím bojovým schopnostem, dovednostem a úspěchům nikdy nepotřeboval boží zásah. Vedl především obranné boje, při nichž se mnohokráte vyznamenal. Dvakrát svedl přímý souboj s Hektórem. Při prvním duelu trvajícím téměř celý den Hektóra dokonce zranil svým oštěpem. Později bránil mykénský tábor proti útoku Trójanů, který vedl Hektór. Ani tentokrát neskončil boj rozhodným vítězstvím jednoho z hrdinů. Ajax často bojoval v tandemu se svým bratrem Teucerem, jenž byl vynikající lukostřelec.
Díky jeho přičinění nezůstalo podle Homéra Achillovo tělo v rukách Trójanů. Po boji, v němž mu velice pomáhal Odysseus, tělo nakonec získal a přenesl do achajského tábora, aby bylo se všemi poctami pohřbeno. Vzápětí však mezi Aiantem a Odysseem propukl spor o to, komu má připadnout Achillova zbroj (vyrobená samotným Héfaistem). Achillova matka (mořská bohyně Thetis) určila, že má připadnout tomu, kdo se nejvíce zasloužil o získání těla jejího padlého syna. Aiás byl přesvědčen, že proto náleží právě jemu. Stejně však uvažoval i Odysseus, který nakonec cennou zbroj lstí získal.
Aiás neunesl tuto pohanu a pokusil se Odyssea zavraždit. Zároveň chtěl zabít i Agamemnóna, který zbroj přiřkl Odysseovi. Aiás, který byl bez sebe vztekem, ale místo nich ve tmě pozabíjel několik býků a ovcí. Když uviděl, co provedl, samou hanbou se proklál vlastním mečem. Podle Homéra zůstal k Odysseovi nesmiřitelný i po smrti, v temné Hádově říši.